# 柳田・横手第二工業団地

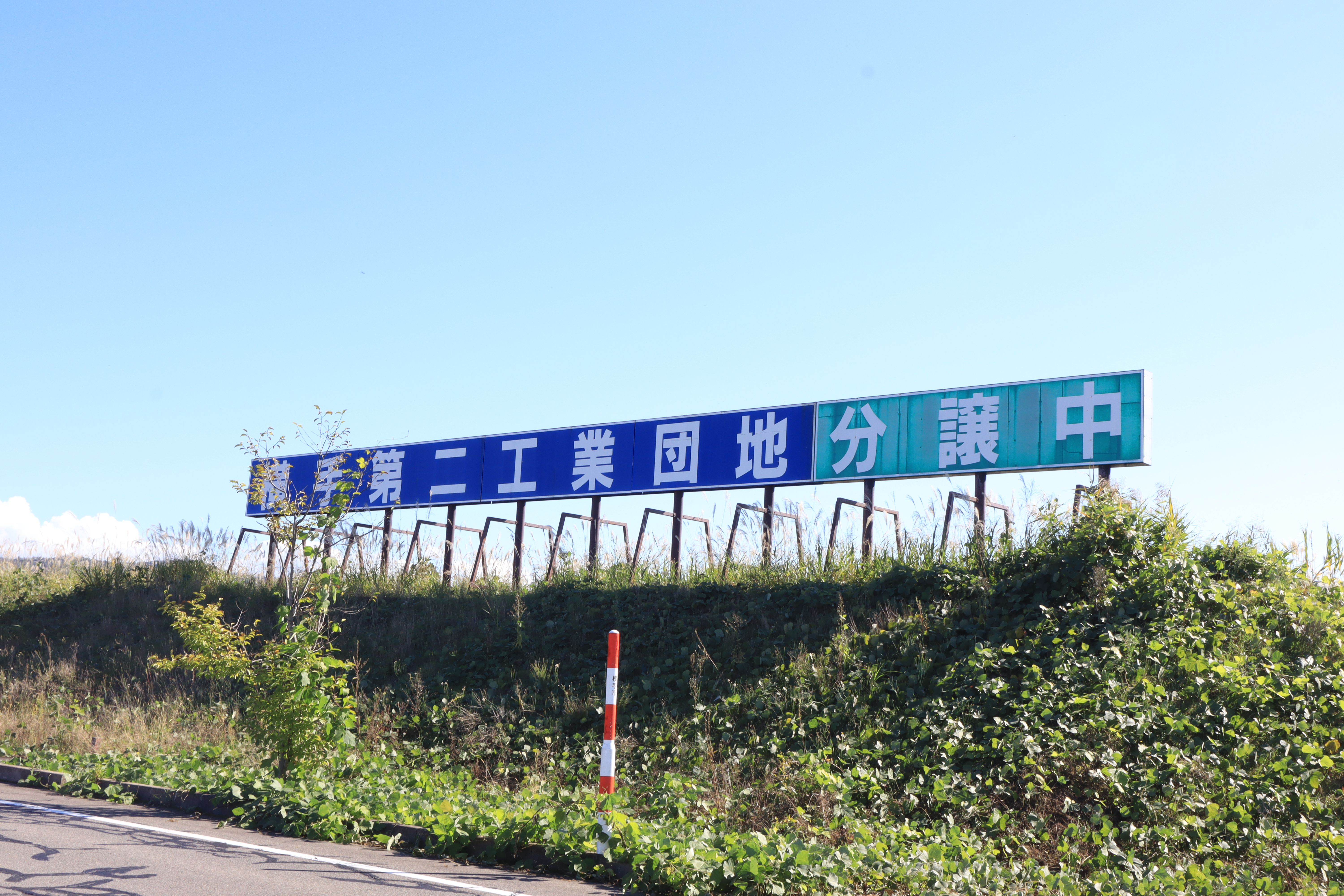
横手第二工業団地の看板

柳田工業団地（やなぎだこうぎょうだんち）および横手第二工業団地（よこてだいにこうぎょうだんち）とは、秋田県横手市柳田にある工業団地。

## 概要
秋田自動車道と東北中央自動車道の接点である横手インターチェンジに近接する場所に整備されている。両工業団地はインターの南側に立地しており、国道13号にも近接する。総面積は約66.2ヘクタール。柳田工業団地は市が、横手第二工業団地は県が事業主体となって整備している。

## 歴史

### 横手市における工業振興の黎明期
秋田県内における1965年（昭和40年）の工業統計を見ると、県内8市（当時鹿角市は未発足）の中で横手市は下位に位置しており、食料品製造、木製品製造、印刷業など在来の加工業が主で、製造品出荷額は最下位であった。こうした状況を受け、市は1956年（昭和31年）に「横手市工業設置奨励条例」を制定し、工業振興を図ろうとしたが、あくまでも工場新設を奨励するに留まるものであったため、1964年（昭和39年）には「横手市工場誘致条例」へと改正され、進出企業に対する支援制度を整備した。
1965年（昭和40年）には最初の誘致企業として日貿産業が新たに進出し、同市婦気大堤に工場を新設した。これに続き1969年（昭和44年）にはニッセイ電機が進出し、横手南小学校へ編入したことで廃校となった旧大沢小学校の校舎を工場とし、操業を開始した。この後もいくつかの進出企業があったが、当時の横手市には工業団地が整備されておらず、本格的な装置産業型の企業の進出には対応できない状況だった。

### 工業団地の造成と成果
その後、1971年に国が制定した「農村地域工業導入促進法」に基づき、秋田県は工業団地配置の基本計画を策定し、工業団地の設置を望む市町村に計画の提出を求め、それにより10ヶ所の候補地が決定した。その中には横手市が計画した安本字御所野の地区も選ばれた。市は農地など51万3,000m2を買収して工業団地を造成する計画を発表し、1972年（昭和47年）度から用地買収の交渉を始め、年内には買収の目処がついた。この工業団地に最初に進出したのは厚木自動車部品（現・Astemo）で、1973年（昭和48年）に協定を締結、同年5月23日に起工式を挙行、11月6日に竣工式を挙行し、操業開始した。しかし、厚木自動車部品の進出が決まった1973年には第1次オイルショックの発生により、その後7年間は進出企業が無かった。厚木自動車部品の次に進出が決まったのは1982年（昭和57年）の秋田渥美工業、次に翌年の横手精工である。
厚木自動車部品のような、これまで横手市内では見られなかった大規模工場の誘致に成功したこともあり、1970年頃の製造品出荷額と比較して、1980年頃には当時の約10倍、1985年頃には約17倍と急速に成長、1990年代初頭には約27倍の830億円にまで達し、秋田県内において秋田市に次いで2番目、県全体の総出荷額の5%を占めるまでなった。しかし、バブル崩壊により1991年（平成3年）を境に出荷額、従業員数、工場数とも減少傾向になり、市内の経済や雇用にも大きな影響を与えた。

### 新たな工業団地の造成と企業誘致の進展
旧横手市南部の、東北中央自動車道（湯沢横手道路）を挟むようにして、西側の桜沢地区に横手市が「柳田工業団地」を、東側の柳田地区にて秋田県が「横手第二工業団地」の造成を始め、柳田は1992年（平成4年）に最初の企業が誘致された。横手第二は1997年（平成9年）に分譲を始めたが、不景気の影響で分譲は進まず、最初に分譲が決まったのは2004年（平成16年）のことである。また、横手第二の1社はリースによる土地借用方式によるものであったためため、販売による分譲は1社も無い状況であった。同時期の柳田工業団地には8社が進出し、分譲率は62%。
両工業団地とも国道13号まで1km足らず、秋田自動車道・東北中央自動車道の横手ICまでも1.6kmと交通アクセスが良く、分譲価格は1m2あたり柳田は1万7,500円、横手第二は1万7,500円（2000年10月時点）であり、これは秋田自動車道で接続する岩手県北上市の北上南部工業団地より4,000円安く設定されており、安さを売りに北上ではなく横手への企業進出を狙うとの意図がある。
不景気により分譲はなかなか進まずにいたが、区画の分割しての分譲を進め、補助金制度の拡充などを行い、2014年（平成26年）までに6社を誘致。2016年（平成28年）からは動きが活発化し、自動車部品関連会社やコールセンターの誘致が進んだことにより、分譲率は50%を超えた。2023年（令和5年）1月時点での分譲率は95.5%となっている。2022年（令和4年）には柳田工業団地のすべての区画が埋まり、第二もほぼすべての区画が埋まっているため、市は団地の拡張に着手している
自動車関連企業の進出が目立っており、代表的な例としてはトヨタ自動車の関連会社である大橋鉄工や東海理化などが挙げられる。

## 立地企業・工場
括弧内は地域子会社名。
| 開設年                             | 企業名                | 支店名・施設名           | 本社所在地 | 出典  | 出典 |
| ---------------------------------- | --------------------- | ------------------------ | ---------- | ----- | ---- |
| ～1998年                           |                       |                          |            |       |      |
| Orbray（旧・アキタ・アダマインド） | 横手工場              | 東京都足立区             | [ 2 ]      | [ 1 ] |      |
| カナモト                           | 横手営業所            | 北海道札幌市中央区       | [ 2 ]      | [ 1 ] |      |
| ユアテック                         | 横手営業所            | 宮城県仙台市宮城野区     | [ 2 ]      | [ 1 ] |      |
| 不明                               |                       |                          | [ 2 ]      |       |      |
| サンケン                           | サンケン              | 秋田県横手市             | [ 2 ]      |       |      |
| 前田道路                           | 東北支店 横手合材工場 | 東京都品川区             | [ 2 ]      |       |      |
| セキノ興産                         | 横手店                | 富山県富山市             | [ 2 ]      |       |      |
| 菅与                               | 食品リサイクル工場    | 秋田県横手市平鹿町下鍋倉 | [ 2 ]      |       |      |
| 太陽環境保全                       | 横手支店              | 秋田県大仙市             | [ 2 ]      |       |      |
| 京家                               | 栄工場                | 秋田県横手市             | [ 2 ]      |       |      |
| 山二建設資材                       | 横手営業所            | 秋田県秋田市             | [ 2 ]      |       |      |

| 開設年                       | 企業名                           | 支店名・施設名                              | 本社所在地       | 出典  | 出典   |
| ---------------------------- | -------------------------------- | ------------------------------------------- | ---------------- | ----- | ------ |
| 不明                         | ダスキンよねや                   | 雄平営業所                                  | 秋田県横手市     | [ 2 ] |        |
| 2012年                       | 武蔵貨物自動車                   | 横手営業所                                  | 埼玉県川越市     | [ 2 ] | [ 17 ] |
| 2013年                       |                                  |                                             |                  | [ 2 ] |        |
| 日本一（日本一フード秋田）   | 日本一（日本一フード秋田）       | 千葉県野田市                                | [ 18 ]           | [ 2 ] |        |
| 福山通運（北東北福山通運）   | 横手営業所                       | 広島県福山市                                | [ 19 ]           | [ 2 ] |        |
| 秋田ヘルシー食産             | ヘルティ横手事業所               | 秋田県横手市大雄                            | [ 20 ]           | [ 2 ] |        |
| 2014年                       | 東京メニックス                   | 北日本工場                                  | 埼玉県所沢市     | [ 2 ] | [ 21 ] |
| 2016年                       | 睦特殊金属工業                   | 樹脂事業部 秋田柳田工場 焼結事業部 秋田工場 | 東京都世田谷区   | [ 2 ] | [ 22 ] |
| 2017年                       | 大橋鉄工（大橋鉄工秋田）         | 大橋鉄工（大橋鉄工秋田）                    | 愛知県北名古屋市 | [ 2 ] | [ 23 ] |
| 2018年                       | プレステージ・インターナショナル | 秋田BPO横手キャンパス                       | 東京都千代田区   | [ 2 ] | [ 24 ] |
| 2019年                       |                                  |                                             |                  | [ 2 ] |        |
| アスター                     | アスター                         | 秋田県横手市                                | [ 25 ]           | [ 2 ] |        |
| 秋田化学工業                 | 横手工場                         | 秋田県にかほ市                              | [ 26 ]           | [ 2 ] |        |
| 2020年                       | イイダ産業（オロテックス秋田）   | イイダ産業（オロテックス秋田）              | 愛知県稲沢市     | [ 2 ] | [ 27 ] |
| 2022年                       | トヨタL&F秋田                    | 横手店                                      | 秋田県秋田市     | [ 2 ] | [ 28 ] |
| 2023年                       |                                  |                                             |                  | [ 2 ] |        |
| 中央鋼建                     | 秋田工場                         | 宮城県仙台市宮城野区                        | [ 29 ]           | [ 2 ] |        |
| 高英                         | あきた・よこてCLT工場            | 東京都江東区 → 秋田県横手市                 | [ 30 ] [ 31 ]    | [ 2 ] |        |
| 太平熔材                     | 横手営業所                       | 秋田県秋田市                                | [ 32 ]           | [ 2 ] |        |
| 2024年                       | 富士ソーイング（YMF）            | 富士ソーイング（YMF）                       | 山形県新庄市     | [ 2 ] | [ 33 ] |
| 2025年                       |                                  |                                             |                  | [ 2 ] |        |
| イリソ電子工業               | 秋田工場                         | 神奈川県横浜市港北区                        | [ 34 ]           | [ 2 ] |        |
| 東海理化（東海理化トウホク） | 横手工場                         | 愛知県丹羽郡大口町                          | [ 35 ] [ 36 ]    | [ 2 ] |        |

- 東海理化トウホク

## 周辺
- 国道13号
- 秋田県道267号金沢吉田柳田線
- クリーンプラザよこて（ゴミ処理施設）

## アクセス
- E46 秋田自動車道 / E13 東北中央自動車道 横手ICから南に2.5km、車で4分（経路案内）
  - 横手IC方面から横手第二に直結するクリーンプラザよこてを通る道路があるが、それは施設内道路であり公道ではない上利用者以外の通り抜けは禁じられている[37]ため注意が必要。（該当区間）
- 奥羽本線 柳田駅から西に800m、徒歩で10分（経路案内）

## その他
- 「横手第二工業団地」に対して「横手工業団地」と呼ばれる工業団地が市内にある。横手工業団地は市街地北部に位置しており、Astemo（旧・日立Astemo、厚木自動車部品）の秋田工場などが立地する[38]。